# Place Marie-Dubas
La place Marie Dubas est une voie parisienne située dans le 17e arrondissement de Paris, en France.

## Situation et accès
La place est située dans le quartier des Épinettes entre la rue Navier et la villa des Épinettes, le long de la rue Lantiez.

## Origine du nom
La place rend hommage à Marie Dubas (1894–1972), comédienne et chanteuse française.

## Historique
Par délibération du 6 juin 2025, la voie prend la dénomination de « Place Marie Dubas ».